# Miss Universe 2010
Miss Universe 2010 – 59. wybory Miss Universe. Gala finałowa odbyła się 23 sierpnia 2010 w Mandalay Bay Events Center w Las Vegas, Stany Zjednoczone. Miss Universe została reprezentantka Meksyku Ximena Navarrete.

## Rezultaty
| Tytuł              | Laureatka |
| ------------------ | --- |
| Miss Universe 2010 | Meksyk – Ximena Navarrete |
| I Wicemiss         | Jamajka – Yendi Phillipps |
| II Wicemiss        | Australia – Jesinta Campbell |
| III Wicemiss       | Ukraina – Anna Posławśka |
| IV Wicemiss        | Filipiny – Venus Raj |
| Top 10             | Albania – Angjela Martini · Gwatemala – Jessica Scheel · Irlandia – Rozanna Purcell · Południowa Afryka – Nicole Flint · Portoryko – Mariana Vicente |
| Top 15             | Belgia – Cilou Annys · Czechy – Jitka Válková · Francja – Malika Ménard · Kolumbia – Natalia Navarro · Rosja – Irina Antonienko                      |

## Nagrody specjalne
| Tytuł                      | Laureatka                          |
| -------------------------- | ---------------------------------- |
| Miss Koleżeńskości         | Australia – Jesinta Campbell       |
| Miss Fotogeniczności       | Tajlandia – Fonthip Watcharatrakul |
| Najlepszy kostium narodowy | Tajlandia – Fonthip Watcharatrakul |

## Lista kandydatek
| Państwo                              | Kandydatka             | Wiek | Wzrost | Miasto rodzinne      |
| ------------------------------------ | ---------------------- | ---- | ------ | -------------------- |
| Albania                              | Angjela Martini        | 24   | 175 cm | Szkodra              |
| Angola                               | Jurema Ferraz          | 25   | 180 cm | Namibe               |
| Argentyna                            | Yesica di Vincenzo     | 22   | 174 cm | Mar del Plata        |
| Aruba                                | Priscilla Lee          | 22   | 180 cm | Oranjestad           |
| Australia                            | Jesinta Campbell       | 18   | 178 cm | Gold Coast           |
| Bahamy                               | Braneka Bassett        | 20   | 176 cm | Freeport             |
| Belgia                               | Cilou Annys            | 19   | 178 cm | Bruges               |
| Boliwia                              | Claudia Arce           | 19   | 173 cm | Sucre                |
| Botswana                             | Tirelo Ramasedi        | 21   | 168 cm | Gaborone             |
| Brazylia                             | Débora Lyra            | 20   | 180 cm | Vitória              |
| Brytyjskie Wyspy Dziewicze           | Josefina Nunez         | 22   | 165 cm | Road Town            |
| Chiny                                | Tang Wen               | 18   | 176 cm | Yichun               |
| Chorwacja                            | Lana Obad              | 22   | 173 cm | Zagrzeb              |
| Curaçao                              | Safira de Wit          | 20   | 181 cm | Willemstad           |
| Cypr                                 | Demetra Olymbiou       | 22   | 174 cm | Aradippu             |
| Czechy                               | Jitka Válková          | 18   | 169 cm | Třebíč               |
| Dania                                | Ena Sandra Causevic    | 20   | 174 cm | Sønderborg           |
| Dominikana                           | Eva Arias              | 25   | 180 cm | Moca                 |
| Egipt                                | Donia Hamed            | 22   | 179 cm | Kair                 |
| Ekwador                              | Lady Mina              | 24   | 170 cm | Guayaquil            |
| Filipiny                             | Venus Raj              | 22   | 175 cm | Bato                 |
| Finlandia                            | Viivi Pumpanen         | 22   | 167 cm | Vantaa               |
| Francja                              | Malika Ménard          | 23   | 176 cm | Caen                 |
| Ghana                                | Awurama Simpson        | 22   | 180 cm | Sekondi-Takoradi     |
| Grecja                               | Anna Prelevic          | 20   | 181 cm | Ateny                |
| Gruzja                               | Nanuka Gogichaishvili  | 21   | 177 cm | Tbilisi              |
| Guam                                 | Vanessa Torres         | 24   | 167 cm | Dededo               |
| Gujana                               | Tamika Henry           | 22   | 171 cm | Georgetown           |
| Gwatemala                            | Jessica Schell         | 20   | 170 cm | Retalhuleu           |
| Haiti                                | Sarodj Bertin          | 24   | 175 cm | Port-au-Prince       |
| Hiszpania                            | Adriana Reverón        | 24   | 177 cm | Errenteria           |
| Holandia                             | Desirée van den Berg   | 23   | 176 cm | Santpoort            |
| Honduras                             | Kenia Martinez         | 26   | 175 cm | Tela                 |
| Indie                                | Ushoshi Sengupta       | 22   | 171 cm | Kolkata              |
| Indonezja                            | Qory Sandioriva        | 18   | 173 cm | Aceh                 |
| Irlandia                             | Rozanna Purcell        | 20   | 175 cm | Clonmel              |
| Izrael                               | Bat-el Jobi            | 22   | 172 cm | Afula                |
| Jamajka                              | Yendi Phillipps        | 24   | 178 cm | Kingston             |
| Japonia                              | Maiko Itai             | 26   | 173 cm | Ōita                 |
| Kanada                               | Elena Semikina         | 26   | 186 cm | Toronto              |
| Kazachstan                           | Assel Kuchukova        | 27   | 175 cm | Ałmaty               |
| Kolumbia                             | Natalia Navarro        | 22   | 179 cm | Barranquilla         |
| Korea Południowa                     | Kim Joo-ri             | 22   | 172 cm | Seul                 |
| Kosowo                               | Kështjella Pepshi      | 23   | 178 cm | Junik                |
| Kostaryka                            | Marva Wright           | 25   | 180 cm | San José             |
| Liban                                | Rahaf Abdallah         | 22   | 174 cm | Khiam                |
| Malezja                              | Nadine Ann Thomas      | 23   | 169 cm | Subang Jaya          |
| Mauritius                            | Dalysha Doorga         | 23   | 173 cm | Goodlands            |
| Meksyk                               | Ximena Navarrete       | 22   | 168 cm | Guadalajara          |
| Niemcy                               | Kristiana Rohder       | 26   | 182 cm | Monachium            |
| Nigeria                              | Ngozi Odalonu          | 22   | 178 cm | Niger                |
| Nikaragua                            | Scharllette Allen      | 18   | 180 cm | Bluefields           |
| Norwegia                             | Melinda Elvenes        | 23   | 172 cm | Larvik               |
| Nowa Zelandia                        | Ria van Dyke           | 21   | 172 cm | Auckland             |
| Panama                               | Anyoli Abrego          | 22   | 177 cm | Santiago de Veraguas |
| Paragwaj                             | Johana Benitez         | 23   | 176 cm | San Lorenzo          |
| Peru                                 | Giuliana Zevallos      | 22   | 180 cm | Loreto               |
| Polska                               | Maria Nowakowska       | 23   | 182 cm | Legnica              |
| Portoryko                            | Mariana Vicente        | 21   | 168 cm | Río Grande           |
| Południowa Afryka                    | Nicole Flint           | 22   | 172 cm | Pretoria             |
| Słowacja                             | Anna Amenová           | 25   | 173 cm | Bratysława           |
| Rosja                                | Irina Antonienko       | 18   | 178 cm | Jekaterynburg        |
| Rumunia                              | Oana Paveluc           | 18   | 181 cm | Braszów              |
| Salwador                             | Sonia Cruz             | 20   | 173 cm | San Salvador         |
| Serbia                               | Lidija Kocić           | 22   | 180 cm | Belgrad              |
| Singapur                             | Tania Lim              | 22   | 175 cm | Singapur             |
| Słowenia                             | Marika Savšek          | 23   | 175 cm | Šmartno pri Litiji   |
| Sri Lanka                            | Ishanka Madurasinghe   | 23   | 174 cm | Kegalle              |
| Stany Zjednoczone                    | Rima Fakih             | 24   | 174 cm | Dearborn             |
| Szwajcaria                           | Linda Fäh              | 22   | 177 cm | Benken               |
| Szwecja                              | Michaela Savic         | 19   | 174 cm | Helsingborg          |
| Tajlandia                            | Fonthip Watcharatrakul | 20   | 170 cm | Samut Prakan         |
| Tanzania                             | Hellen Dausen          | 23   | 168 cm | Arusza               |
| Trynidad i Tobago                    | LaToya Woods           | 24   | 178 cm | Couva                |
| Turcja                               | Gizem Memiç            | 20   | 178 cm | Gaziantep            |
| Ukraina                              | Anna Posławśka         | 23   | 180 cm | Nowa Kachowka        |
| Urugwaj                              | Stephany Ortega        | 20   | 173 cm | Montevideo           |
| Wenezuela                            | Marelisa Gibson        | 21   | 178 cm | Caracas              |
| Węgry                                | Tímea Babinyecz        | 19   | 172 cm | Segedyn              |
| Wielka Brytania                      | Tara Hoyos-Martinez    | 20   | 168 cm | Londyn               |
| Włochy                               | Jessica Cecchini       | 20   | 167 cm | Borgosesia           |
| Wyspy Dziewicze Stanów Zjednoczonych | Janeisha John          | 22   | 173 cm | Saint Croix          |
| Zambia                               | Alice Musukwa          | 22   | 178 cm | Lusaka               |